# コルタンツェ
コルタンツェ（伊: Cortanze）は、イタリア共和国ピエモンテ州アスティ県にある、人口約300人の基礎自治体（コムーネ）。

## 地理

### 位置・広がり

#### 隣接コムーネ
隣接するコムーネは以下の通り。
- クーニコ
- モンテキアーロ・ダスティ
- ピエーア
- ソーリオ
- ヴィアーレ

#### 地震分類
イタリアの地震リスク階級 (it) では、4 に分類される
。